# Cheiromyces magnoliae
Cheiromyces magnoliae är en svampart som beskrevs av Promp. 2005. Cheiromyces magnoliae ingår i släktet Cheiromyces, divisionen sporsäcksvampar och riket svampar.   Inga underarter finns listade i Catalogue of Life.